# Hantmadár

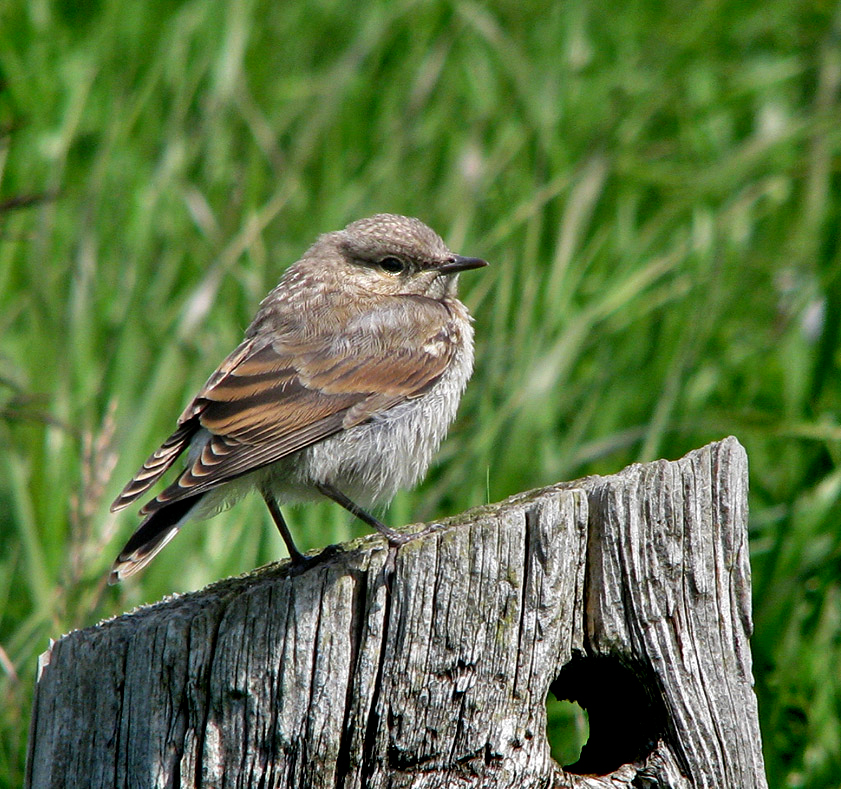
Fiatal példány

A hantmadár (Oenanthe oenanthe) a madarak (Aves) osztályának verébalakúak (Passeriformes) rendjébe, ezen belül a légykapófélék (Muscicapidae) családjába tartozó faj.

## Rendszerezése
A fajt Carl von Linné svéd természettudós írta le 1758-ban, a Motacilla nembe Motacilla oenanthe néven.

## Alfajai
- Oenanthe oenanthe oenanthe (Linnaeus, 1758) - Észak- és Közép-Európa, Ázsia északi része és Észak-Amerika északnyugati része
- Oenanthe oenanthe leucorhoa (Gmelin, 1789) - a grönlandi alfaj, de előfordul Izlandon és Kanada északkeleti részén is.
- Oenanthe oenanthe libanotica (Hemprich & Ehrenberg, 1833) - Dél-Európa, a Közel-Kelet térsége, Délnyugat-Ázsia és onnan keletre Kína északnyugati részéig és Mongólia
- Oenanthe oenanthe seebohmi (Dixon, 1882) - Észak-Afrika nyugati része
- Oenanthe oenanthe virago[2]

## Előfordulása
Európa és Ázsia nagy részén költ, de Észak-Kanadában és Alaszkában is előfordul. Afrikában telel át, ritkábban Iránban és az Arab-félszigeten. Ausztrália és az Antarktisz kivételével valamennyi földrészen előfordul.
Természetes élőhelyei a mérsékelt övi, szubtrópusi vagy trópusi füves puszták, cserjések, sivatagok és tengerpartok, kedveli a sziklás, mocsaras részeket és szántóföldeket. Hosszútávú vonuló.

### Kárpát-medencei előfordulása
Magyarországon rendszeres fészkelő, áprilistól szeptemberig tartózkodik itt.

## Megjelenése
Testhossza 14–15 centiméter, szárnyfesztávolsága 26–32 centiméter, testtömege pedig 17–30 gramm. A hím háta nyáron kékesszürke, szárnya és farka fekete, hasa krém fehér, mellkasa bőrszínű. Megjelenése télen a tojóéhoz hasonló: háta barna, mellkasa krém fehér. A farkon húzódó sötét szegély a középső kormánytollakkal felfordított T betűt képez, amely jól látható, ha a madár szétteríti a farkát. Mindkét nemnek fehér a farcsíkja. Csőre vékony, hegyes és fekete. Kiválóan alkalmas a táplálék felcsipegetésére.
|  |  |

## Életmódja
Rovarokkal, pókokkal, férgekkel és apró csigákkal táplálkozik. Kevésbe társas lény, és költöző madár. A legidősebb meggyűrűzött madár 7 éves volt.

## Szaporodása

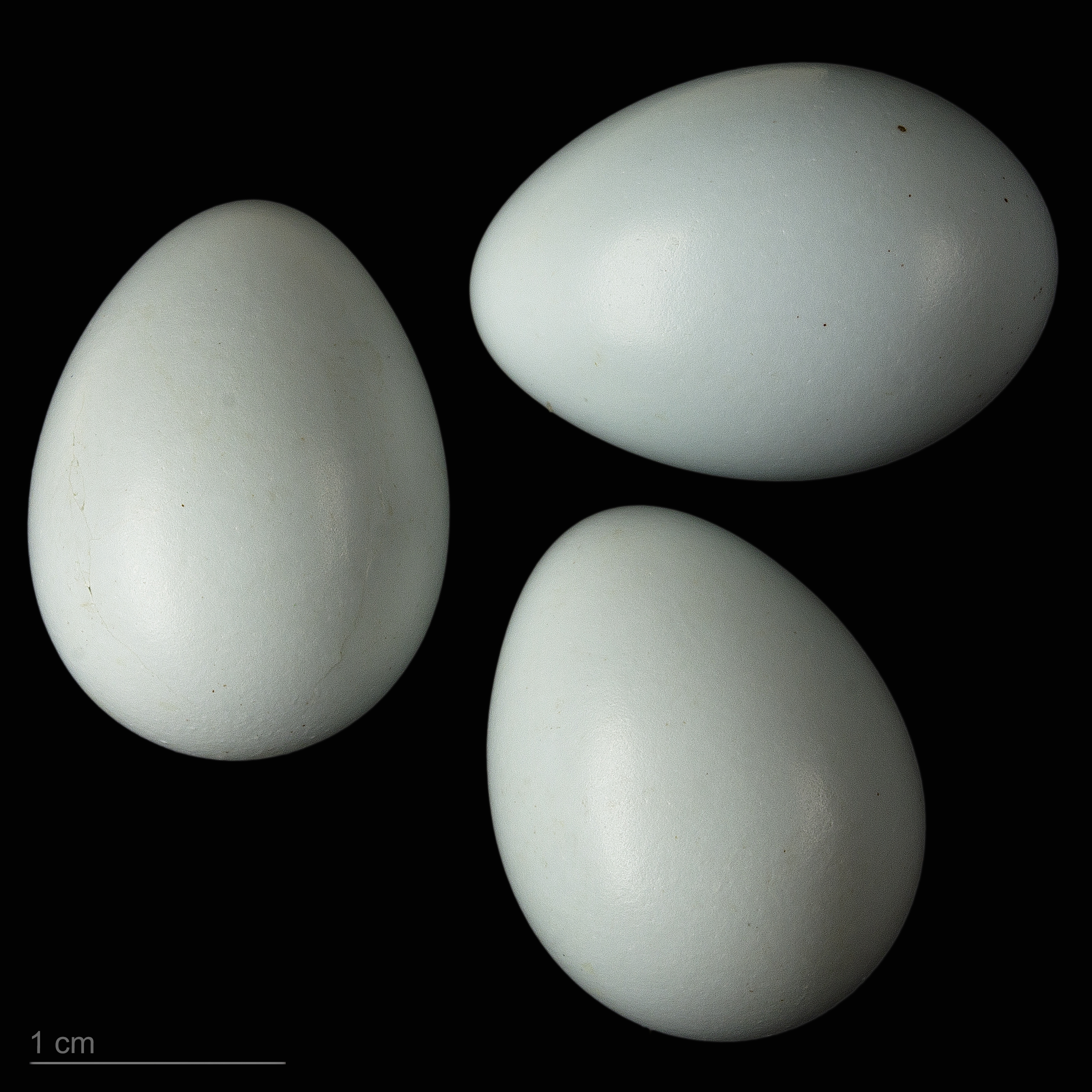
Oenanthe oenanthe oenanthe

Az ivarérettséget egyéves korban éri el. A költési időszak április–június között van. A síkságon gyakran kétszer, a hegyekben csak egyszer költ évente. A fészek fűből, szőrből és tollakból készül. Egy fészekaljban 4–6 világoskék tojás van, melyeken körülbelül 13-14 napig, inkább a tojó kotlik. A fiatal madarak 13–15 nap múlva repülnek ki.

## Természetvédelmi helyzete
Az elterjedési területe rendkívül nagy, egyedszáma nagy, ugyan csökken, de nem éri el a kritikus szintet. A Természetvédelmi Világszövetség Vörös listáján nem fenyegetett fajként szerepel. Magyarországon védett, természetvédelmi értéke 50 000 forint. Állománya mérsékelt csökkenést mutat.

## Érdekesség
A hantmadárról egy utcát neveztek el Budapest XVII. kerületében, a Madárdombon.